# Kanton Mont-Saint-Vincent
Mont-Saint-Vincent is een voormalig kanton van het Franse departement Saône-et-Loire. Het kanton maakte deel uit van het arrondissement Chalon-sur-Saône. Het werd opgeheven bij decreet van 18 februari 2014, met uitwerking op 22 maart 2015.

## Gemeenten
Het kanton Mont-Saint-Vincent omvatte de volgende gemeenten:
- Genouilly
- Gourdon
- Marigny
- Mary
- Mont-Saint-Vincent (hoofdplaats)
- Le Puley
- Saint-Clément-sur-Guye
- Saint-Micaud
- Saint-Romain-sous-Gourdon
- Vaux-en-Pré